# Puchar Polski w piłce wodnej mężczyzn
Puchar Polski w piłce wodnej mężczyzn – coroczne cykliczne drużynowe zmagania sportowe organizowane przez Polski Związek Pływacki. Triumfator rozgrywek ogłaszany jest zdobywcą Pucharu Polski.

## Zdobywcy Pucharu od roku 2001
| Rok  | Zdobywca Pucharu             |
| ---- | ---------------------------- |
| 2025 | AZS Uniwersytet Warszawski   |
| 2024 | Alfa Gorzów Wielkopolski     |
| 2023 | ŁSTW Łódź                    |
| 2022 | Polonia Bytom                |
| 2021 | AZS Uniwersytet Warszawski   |
| 2020 | Polonia Bytom                |
| 2019 | ŁSTW Łódź                    |
| 2018 | ŁSTW Łódź                    |
| 2017 | ŁSTW Łódź                    |
| 2016 | Arkonia Szczecin             |
| 2015 | ŁSTW Łódź                    |
| 2014 | ŁSTW Łódź                    |
| 2013 | ŁSTW Łódź                    |
| 2012 | Arkonia Szczecin             |
| 2011 | ŁSTW Łódź                    |
| 2010 | ŁSTW Łódź                    |
| 2009 | ŁSTW Łódź                    |
| 2008 | Arkonia Szczecin             |
| 2007 | ŁSTW Łódź                    |
| 2006 | ŁSTW Łódź                    |
| 2005 | ŁSTW Łódź                    |
| 2004 | ŁSTW Łódź                    |
| 2003 | ŁSTW Łódź                    |
| 2002 | ŁSTW Łódź                    |
| 2001 | KSZO Ostrowiec Świętokrzyski |